# Radio Apintie
Radio Apintie is een Surinaamse radiozender. De zender, die in 1958 met uitzendingen begon, heeft programma's in het Nederlands en het Sranantongo.

## Geschiedenis
De zender werd opgericht door Charles Vervuurt sr. en diens zoon Eddy Vervuurt, als derde radiostation in Paramaribo, naast de al bestaande AVROS en Rapar. De naam komt van de apintie, een slaginstrument voor communicatie, dat in het Nederlands meestal tamtam wordt genoemd. De eerste uitzending, op de middengolf, vond plaats op 2 augustus 1958, om half zeven 's avonds. Vanaf het begin zond het station veel hoorspelen en feuilletons uit, vaak van de hand van Wilfred Teixeira, met stemmen van onder anderen Harry Jong Loy.. Ook de sportverslaggeving speelde een centrale rol. Bekende sportverslaggevers waren André Kamperveen ("Ampie", tevens programmaleider van Radio Apintie) en Jack van den Berge. Na de Decembermoorden werd op 8 december 1982 de zender uit de lucht gehaald. Pas in 1984 kon Radio Apintie weer met uitzenden beginnen. In 1997 begon men onder de naam Apintie Televisie met televisie-uitzendingen. Een van de radioprogramma's van de zender is Bungu-Bungu-Carrousel.

## Verbonden
- Charles Vervuurt, directeur
- Eddy Vervuurt, directeur
- Harry Jong Loy, verhalenverteller
- Werner Duttenhofer, radio-omroeper
- Henk van Vliet, radiopresentator
- Willy Alberga, talkshowhost
- André Kamperveen, programmaleider en sportverslaggever
- Jack van den Berge, sportverslaggever
- Humbert Boerleider, sportverslaggever
- Wim Bakker, radioarts
- Harold Gessel, radio- en televisiepresentator
- Gail Eijk, presentator
- Luciën Pinas, journalist en programmamaker
- Richard Kalloe, radiopresentator